# Annick De Ridder
Pour les articles homonymes, voir De Ridder.
Annick M-Th.H. De Ridder, née le 4 février 1979 à Anvers, est une femme politique et avocate belge flamande, membre de la N-VA depuis le 25 novembre 2013. 
Elle est présidente du conseil d'administration du Port d'Anvers-Bruges depuis janvier 2019.

## Biographie
Elle obtint une licence en droit en 2002 (UFSIA).

### Parcours politique
- Présidente des Jong VLD Groot-Antwerpen (2002 - 2004)
- Membre du conseil de district d'Anvers (2001 - 2006)
- Conseillère communale à Anvers (2007 - )
- Chef de groupe au conseil communal d'Anvers (depuis 2007)
- Députée au Parlement flamand (depuis 2004)
  - Sénatrice de communauté (depuis 2014)
- Ministre flamande (depuis 2024)